# Христофор Оганян
Христофор Оганян (1864, Шуші, Азербайджан — 1924) — діяч вірменського національно-визвольного руху.

## Біографія
Народився в місті Шуші, Азербайджан. Ще підлітком з групою однолітків втік з дому, щоб долучитись до вірменського визвольного руху, але був повернутий за допомогою поліції (мабуть, під час  російсько-турецької війни). Закінчив медичний факультет Женевського університету, лікар-окуліст.
У Женеві, з групою вірменських студентів, заснував в 1887 вірменську соціал-демократичну партію «Гнчакян». Згодом оселився в Тавризі, де брав участь в організації бойових груп. У 1897 році підтримав Нікола Думана в ініціативі організації антитурецького Ханасорского походу, в якому взяв участь в якості командира загону і лікаря.
Автор книги «Причини сліпоти».